# Војвода Пријезда
Војвода Пријезда је епско име српског велможе, заповедника Сталаћа, погинулог после дуготрајног опирања турској опсади града. 
Према историјским подацима Сталаћ је пао под османску власт 1413. године. По записима Константина Филозофа, Сталаћ је бранио „један од благородних... све док са кулом није сагорео, храбар као што су и у старини његови били". 
Сам догађај је описан у народној песми Смрт војводе Пријезде. Најстарији познати запис песме је с почетка XVIII века а најпознатији у Вуковој збирци (Смрт Војводе Пријезде, Вук II, 84). Поред поменутих песама, пронађено је још 11 варијаната ове песме.
У складу са највишим поетским захтевима епске поезије, браниоци града, иако војно поражени – морални су победници. Освајач, који се није домогао основних јуначких атрибута противника (ни коња, ни сабље), нити жељене жене – у ствари је губитник. Епилог то јасно показује: „Цар је Мемед Сталаћ освојио,/ Не освоји добра ни једнога./ Љуто куне Турски цар Мемеде: 'Град-Сталаћу да те Бог убије!/ Довео сам три иљаде војске, А не водим, него пет стотина'." 
У науци о народној књижевности дошло је до мешања Тодора од Сталаћа, такође историји непознатог јунака, са војводом Пријезом по свој прилици, због Вуковог указивања, још 1824. на постојање епске фабуле о опсади Сталаћа, у којој је заповедник града војвода Тодор. Радња се одвија у ширем контексту Тодорове женидбе, а Турци нападају на наговор проклете Јерине (Вук I, стр. 558). Занимљиво је постојање локалитета у околини Сталаћа и кутурноисторијских предања који се везују за ово име (нпр. Пријездино село).

## Извори
1. ↑  Ђорђевић, Т. (1923). Наш народни живот. Београд.
2. ↑  Филозоф, Константин (2007). Живот Стефана Лазаревића деспота српског. Београд.
3. ↑  Недић, В. (1981). Вукови певачи. Нови Сад.
4. ↑  Геземан, Г. (2002). Студије о јужнословенској народној епици. Београд.